# Arnaldo Santos
Arnaldo Santos (Ingombota, Luanda, 14 de març de 1935) és un escriptor angolès.
Fou un dels integrants del Grup de Cultura en la dècada de 1950. Entre 1959 i 1960 va viure a Portugal, on va rebre la influència d'Amílcar Cabral, Castro Soromenho, Mário Pinto de Andrade i d'autors marxistes. Va treballar a la revista Novembro i al Jornal de Angola. Col·laborà també amb le revistes Cultura, ABC i Mensagem (revista de la Casa dos Estudantes do Império). Va publicar poesies al diari O Brado Africano. El seu primer llibre fou el recull de poesies Fuga, el 1965. Estrenà la ficció amb el llibre de contes Quinaxixe. La consagració li arribaria el 1968 amb les cròniques reunides a Tempo de Munhungo, obra guanyadora del Premi Mota Veiga.
Després de la independència d'Angola fou nomenat director de l'Instituto Nacional do Livro e do Disco i de l'Instituto Angolano do Cinema. Fou un dels fundadors de la União dos Escritores Angolanos.

## Obres

### Poesia
- Fuga (1960)
- Poemas no Tempo (1977)
- Nova Memória da Terra e dos Homens (1987)

### Contes i novel·les
- Quinaxixe (1965)
- Prosas (1977)
- Kinaxixe e Outras Prosas
- Na Mbanza do Miranda (1985)
- Cesto de Katandu e outros contos (1986)
- A Boneca de Quilengues (1991)

### Cròniques
- Tempo do Munhungo (1968)

### Narració
- A Casa Velha das Margens (1999)[3]